# Łystwianyj
Łystwianyj (ukr. Листвяний) – wieś na Ukrainie, w obwodzie lwowskim, w rejonie stryjskim (do 2020 roku w rejonie mikołajowskim). W 2001 roku liczyła 88 mieszkańców.
Do 1946 roku miejscowość nosiła nazwę Blatówka (ukr. Блятівка, Blatiwka).

## Historia
Od 1934 roku chutor wchodził w skład gminy wiejskiej Podzwierzyniec.